# كيت لهرر
كيت لهرر (بالإنجليزية: Kate Lehrer)‏ (1939، واكو في الولايات المتحدة)؛ روائية أمريكية.